# Décès en avril 1997
Décès
- 1993
- 1994
- 1995
- 1996
- 1997
- 1998
- 1999
- 2000
- 2001

Pour une information complémentaire, voir la page d'aide.

| Date      | Nom                                  | Activités                                                          | Âge | Source            |
| --------- | ------------------------------------ | ------------------------------------------------------------------ | --- | ----------------- |
| 1er avril | Karel Kyncl (cs)                     | journaliste tchèque                                                | 70  |                   |
| 1er avril | Evsey Domar                          | économiste américain                                               | ?   | [réf. nécessaire] |
| 1er avril | Makar Gontcharenko                   | Footballeur soviétique                                             | 84  |                   |
| 2 avril   | Tomoyuki Tanaka                      | cinéaste japonais                                                  | 86  |                   |
| 2 avril   | David Shahar                         | écrivain israélien                                                 | 70  |                   |
| 2 avril   | Georges Cheyssial                    | peintre français                                                   | ?   | [réf. nécessaire] |
| 2 avril   | Anthony Bushell                      | acteur et réalisateur britannique                                  | 92  |                   |
| 2 avril   | Georges Bauquier                     | peintre français                                                   | 87  |                   |
| 3 avril   | Jufy Flannery                        | triathlète américaine                                              | 57  |                   |
| 3 avril   | Sergueï Filatov                      | cavalier russe                                                     | 70  |                   |
| 3 avril   | Rosario Cousineau                    | prêtre et éducateur québécois                                      | ?   | [réf. nécessaire] |
| 3 avril   | Thomas Bartel                        | ethnologue allemand                                                | 74  |                   |
| 4 avril   | Alparslan Türkeş                     | homme politique turc                                               | 79  |                   |
| 4 avril   | Joseph Sullivan                      | journaliste américain                                              | 66  |                   |
| 4 avril   | Vladimir Soloukhine                  | écrivain russe                                                     | 72  |                   |
| 4 avril   | Yves Salgues                         | écrivain français                                                  | 75  |                   |
| 4 avril   | Haruko Sugimura                      | actrice japonaise                                                  | 88  |                   |
| 4 avril   | Zaki Badr                            | ancien ministre égyptien                                           | 71  |                   |
| 5 avril   | Aklilu Lemma                         | pathologiste éthiopien                                             | 63  |                   |
| 5 avril   | Henry Baldwin Hyde                   | espion américain                                                   | 81  |                   |
| 5 avril   | Allen Ginsberg                       | poète américain                                                    | 70  |                   |
| 5 avril   | Heberto Castillo Martinez            | homme politique mexicain                                           | 68  |                   |
| 6 avril   | Pierre-Henri Teitgen                 | ancien ministre français                                           | 89  |                   |
| 6 avril   | Stephan Hermlin                      | homme de lettres et traducteur allemand                            | ?   | [réf. nécessaire] |
| 7 avril   | James Gayfer                         | organiste et compositeur canadien                                  | ?   | [réf. nécessaire] |
| 7 avril   | Bob Cain                             | joueur de baseball américain                                       | 72  |                   |
| 8 avril   | Alejo Peralta y Díaz Ceballos        | entrepreneur mexicain                                              | 81  |                   |
| 8 avril   | Laura Nyro                           | auteur-compositeur-interprète américaine                           | 49  |                   |
| 8 avril   | Albert Malouf                        | juge québécois                                                     | 80  |                   |
| 8 avril   | Charles A. Hayes                     | homme politique américain                                          | ?   | [réf. nécessaire] |
| 8 avril   | Jean Clareboudt                      | sculpteur français                                                 | 53  |                   |
| 8 avril   | Edmond Buchet                        | éditeur suisse                                                     | 94  |                   |
| 9 avril   | James Rachell                        | musicien de blues américain                                        | 87  |                   |
| 9 avril   | Helene Hanff                         | romancière américaine                                              | 80  |                   |
| 9 avril   | Henri Fillion                        | jockey québécois                                                   | 55  |                   |
| 9 avril   | Marc Boren Axton                     | chanteur country américain                                         | 82  |                   |
| 10 avril  | Mayuzumi Toshiro                     | compositeur japonais                                               | 68  |                   |
| 10 avril  | Martin Schwarzschild                 | astrophysicien américain                                           | 84  |                   |
| 10 avril  | Gösta Johansson                      | joueur de hockey suédois                                           | ?   | [réf. nécessaire] |
| 11 avril  | Muriel McQueen Fergusson             | avocate canadienne                                                 | 97  |                   |
| 12 avril  | George Wald                          | biologiste américain, prix Nobel de 1967                           | 90  |                   |
| 12 avril  | Line Vautrin                         | créatrice de bijoux française                                      | 63  |                   |
| 12 avril  | Ronald Shean                         | violoniste et chef d’orchestre canadien                            | ?   | [réf. nécessaire] |
| 12 avril  | Alistair Grant                       | peintre et graveur britannique                                     | 71  |                   |
| 12 avril  | Jean-Jacques Etcheverry              | danseur français                                                   | 81  |                   |
| 13 avril  | Mustafa Amin                         | journaliste égyptien                                               | 83  |                   |
| 13 avril  | Ali Sabah Al Salim Al Sabah          | ancien ministre koweïtien                                          | ?   | [réf. nécessaire] |
| 14 avril  | Paulette Falbisaner                  | Résistante française en Alsace pendant la Seconde Guerre mondiale. | 76  |                   |
| 14 avril  | Shuhei Nishida                       | athlète japonais                                                   | 87  |                   |
| 14 avril  | Henry C. Kohler                      | navigateur canadien                                                | ?   | [réf. nécessaire] |
| 14 avril  | Mgr Jean-Louis Jobidon               | évêque de Mzuzu                                                    | 81  |                   |
| 14 avril  | Alexandre Hinkis                     | peintre russe naturalisé français                                  | 83  |                   |
| 14 avril  | Augustine J. Dugas                   | joueur de baseball américain                                       | ?   | [réf. nécessaire] |
| 15 avril  | Don Bexley                           | acteur américain                                                   | 87  |                   |
| 15 avril  | Charles Edward Turner                | botaniste américain                                                | 51  |                   |
| 15 avril  | Sir Harry Nicholas                   | homme politique britannique                                        | 92  |                   |
| 15 avril  | Zdenek Mlynar                        | homme politique tchèque                                            | 66  |                   |
| 16 avril  | Francis Walder                       | écrivain et militaire belge                                        | 90  |                   |
| 16 avril  | Roland Topor                         | romancier et comédien français                                     | 59  |                   |
| 16 avril  | Thierry Metz                         | écrivain français                                                  | 40  |                   |
| 16 avril  | Bernard Bordeleau                    | monteur sonore québécois                                           | ?   | [réf. nécessaire] |
| 17 avril  | Claude Tresmontant                   | écrivain français                                                  | 71  |                   |
| 17 avril  | Biju Patnaik                         | aviateur et homme politique indien                                 | 81  |                   |
| 17 avril  | Gérard Lecomte                       | écrivain français                                                  | 70  |                   |
| 18 avril  | Francis Lee Johnson                  | basketteur américain                                               | ?   | [réf. nécessaire] |
| 18 avril  | Chaim Herzog                         | ancien président israélien                                         | 78  |                   |
| 19 avril  | Gérald Piaget                        | fabricant de montres suisse                                        | ?   | [réf. nécessaire] |
| 19 avril  | Mgr Roger Maltais                    | prélat québécois                                                   | 82  |                   |
| 19 avril  | Carl Walter Liner                    | peintre suisse                                                     | 82  |                   |
| 19 avril  | Theo Frey                            | journaliste et photographe suisse                                  | ?   | [réf. nécessaire] |
| 19 avril  | Jean Estèbe                          | écrivain français                                                  | ?   | [réf. nécessaire] |
| 19 avril  | Gianni Cajafa                        | acteur italien                                                     | 82  |                   |
| 20 avril  | Henry A. Mucci                       | colonel américain                                                  | 88  |                   |
| 20 avril  | Terry Eno                            | acteur et chanteur américain                                       | 50  |                   |
| 20 avril  | Henri Vilbert                        | acteur français                                                    | 93  |                   |
| 21 avril  | Herbert Zipper                       | chef d’orchestre autrichien                                        | 92  |                   |
| 21 avril  | Magda Staudinger                     | chimiste allemande                                                 | ?   | [réf. nécessaire] |
| 21 avril  | Andrés Rodríguez Pedotti             | ancien président paraguayen                                        | 72  |                   |
| 21 avril  | Sayed Mekawi                         | chanteur égyptien                                                  | 69  |                   |
| 21 avril  | József Mészáros                      | footballeur international hongrois                                 | 74  |                   |
| 21 avril  | Diosdado Macapagal                   | ancien président philippin                                         | 86  |                   |
| 21 avril  | Alfred Goldsworthy Bailey            | historien canadien                                                 | 92  |                   |
| 22 avril  | Valentin Sych                        | promoteur de sports russe                                          | ?   | [réf. nécessaire] |
| 23 avril  | Denis Compton                        | footballeur anglais                                                | 78  |                   |
| 23 avril  | Denis Perron                         | député québécois                                                   | 58  |                   |
| 23 avril  | Iris Margaret Lemare                 | chef d’orchestre britannique                                       | 94  |                   |
| 23 avril  | Denis Compton                        | joueur de soccer et de cricket britannique                         | 78  |                   |
| 23 avril  | Thomas Carr                          | réalisateur et acteur américain                                    | 89  |                   |
| 24 avril  | Mike Raven                           | animateur radiophonique britannique                                | 72  |                   |
| 24 avril  | Pat Paulsen                          | comédien américain                                                 | 69  |                   |
| 24 avril  | Hugh McLean                          | arbitre canadien                                                   | 64  |                   |
| 24 avril  | Daniel Garric                        | journaliste français                                               | 67  |                   |
| 24 avril  | Robert Erickson                      | compositeur américain                                              | 80  |                   |
| 25 avril  | Dudley Pope                          | historien et romancier britannique                                 | 71  |                   |
| 25 avril  | Gino Pernice                         | acteur italien                                                     | 69  |                   |
| 25 avril  | Brian May                            | compositeur australien                                             | 63  |                   |
| 25 avril  | Nikolaï Iegorov                      | ancien ministre russe                                              | 45  |                   |
| 25 avril  | Sir Nicholas Baker                   | homme politique britannique                                        | 58  |                   |
| 26 avril  | Gene Ames                            | chanteur américain                                                 | 73  |                   |
| 26 avril  | John Beal                            | acteur américain                                                   | 87  |                   |
| 26 avril  | Joey Faye                            | acteur américain                                                   | 87  |                   |
| 26 avril  | Peng Zhen                            | homme politique chinois, ancien maire de Pékin                     | 95  |                   |
| 27 avril  | Yves Prévost                         | homme politique québécois                                          | 89  |                   |
| 27 avril  | Dulce Maria Loynaz                   | écrivain cubaine                                                   | 94  |                   |
| 27 avril  | Gabriel Figueroa Mateos              | cinématographe mexicain                                            | 90  |                   |
| 28 avril  | John Parr Snyder                     | cartographe américain                                              | 71  |                   |
| 28 avril  | Andrew Sarlos                        | banquier canadien                                                  | 65  |                   |
| 28 avril  | Roger Jean Gautheret                 | biologiste français                                                | 87  |                   |
| 28 avril  | Peter Tali Coleman                   | homme politique des Samoa américaines                              | 77  | (en)              |
| 29 avril  | Mike Royko                           | chroniqueur américain                                              | 64  |                   |
| 29 avril  | Ko Nishimura                         | acteur japonais                                                    | 74  |                   |
| 29 avril  | Lord Peter Murray Taylor of Gosforth | juge britannique                                                   | 66  |                   |
| 30 avril  | Vladimir Sukharev                    | athlète russe                                                      | 72  |                   |
| 30 avril  | Roger Prat                           | ancien député français                                             | 79  |                   |
| 30 avril  | Henry Picard                         | golfeur américain                                                  | 90  |                   |
| 30 avril  | Jacques Durand                       | propriétaire français de la cristallerie d’Arques                  | 90  |                   |